# Claude Guichard
Claude Guichard (Azé, 26 de dezembro de 1861 – Paris, 6 de maio de 1924) foi um matemático francês, que trabalhou com geometria.
Guichard estudou de 1880 a 1883 na Escola Normal Superior de Paris, onde foi aluno de entre outros Gaston Darboux, Jules Tannery e Charles Hermite, e na Sorbonne, onde foi dentre outros aluno de Félix Tisserand e Jean-Claude Bouquet. Em 1882 obteve sua licenciatura e em 1883 um doutorado. Em 1884 foi professor assistente (Maitre de conférences) em Nancy e em  1886 em Rennes. A partir de 1888 lecionou em Clermont-Ferrand, onde foi em 1892 professor de mecânica. Em 1910 foi chamado para a  Sorbonne, onde recebeu em 1913 o título de professor, primeiro de matemática (Mathématiques générales) e em 1918 de geometria.
Em 1917 foi presidente da Société Mathématique de France. Recebeu o Prêmio Poncelet de 1906. Foi palestrante convidado do Congresso Internacional de Matemáticos em Heidelberg (1904).